# CTE Baependi (D-17)
O CTE Baependi (D-17) foi um navio de guerra do tipo contratorpedeiro de escolta da Marinha do Brasil.

## Marinha dos Estados Unidos

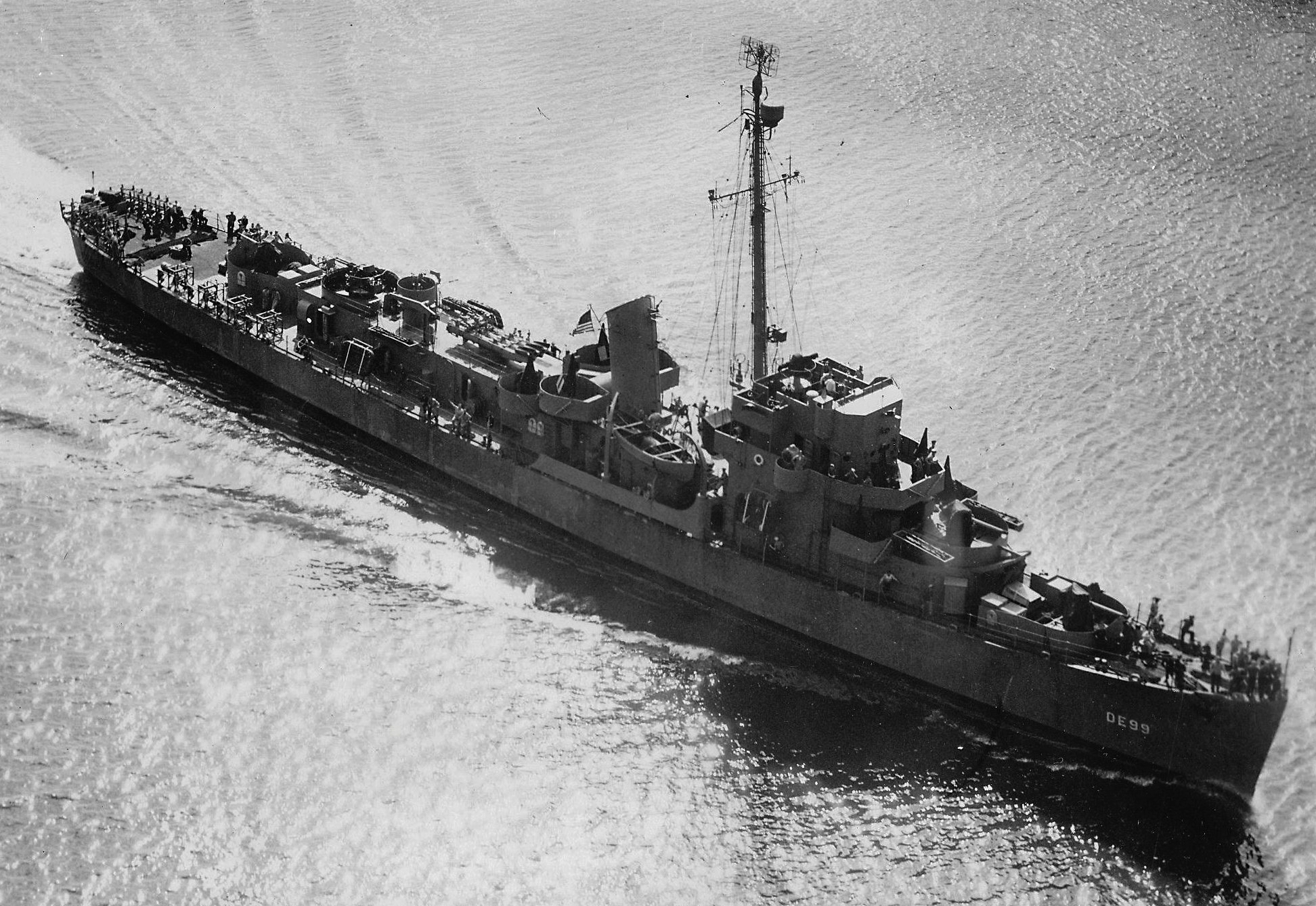
USS Cannon (DE-99).

O Cannon foi construído pelo estaleiro Dravo Corporation, em Wilmington, Delaware, e deu origem a uma classe de navios de guerra do tipo contratorpedeiros que recebeu o seu nome. Esteve a serviço da  Marinha dos Estados Unidos aonde aonde foi batizado como USS Cannon (DE-99) no período de 26 de setembro de 1943 a 19 de dezembro 1944.
Durante a Segunda Guerra Mundial atuou como navio de patrulhamento e escolta no litoral brasileiro e na região do Caribe. Durante este período escoltou um comboio de navios petroleiros que partiu do porto de Recife até Gibraltar.

## Honrarias e condecorações
|                         |                            |
| American Campaign Medal | World War II Victory Medal |

## Marinha do Brasil
Foi transferido por empréstimo e incorporado à Marinha do Brasil em 19 de dezembro de 1944 quando foi renomeado como Baependi. Foi o primeiro navio a ostentar esse nome na Marinha do Brasil, homenageando a cidade de Minas Gerais de mesmo nome. Foi devolvido aos Estados Unidos em 1964 depois de 20 anos serviço a Marinha do Brasil, para ser desmontado.